# Periplus van de Erythreïsche Zee

Routes en plaatsen, vermeld in de Periplus van de Erythreïsche Zee.

De Periplus van de Erythreïsche Zee (Periplus Maris Erythraei) is een Griekse periplus, zeilaanwijzingen die de handelsroutes beschrijven van de Egyptisch-Romeinse havens als Berenice via de kust van de Rode Zee naar Oost-Afrika en India. De tekst wordt gedateerd tussen de 1e eeuw en de 3e eeuw, maar midden 1e eeuw wordt als het meest waarschijnlijk beschouwd. Hoewel de auteur onbekend is, is het duidelijk een verslag uit de eerste hand van iemand die bekend was in het gebied en is vrijwel uniek in het inzicht dat het verschaft over wat in de Oudheid bekend was van de landen rond de Indische Oceaan.
Hoewel de Erythreïsche Zee algemeen wordt beschouwd als de term uit de Oudheid voor de Rode Zee, hield het voor de Oude Grieken ook de Indische Oceaan en de Perzische Golf in.
Het werk bestaat uit 66 hoofdstukken, de meeste met de lengte van een lange paragraaf. In veel gevallen is de beschrijving van plaatsen accuraat genoeg om de huidige locaties te kunnen identificeren, voor sommige gevallen is dit twijfelachtig. Rhapta wordt bijvoorbeeld beschreven als de verste marktplaats langs de kust van Azanië, maar minstens vijf locaties voldoen aan de beschrijving, variërend van Tanga tot de Rufiji-rivierdelta. De beschrijving van de kust van India noemt de Ganges duidelijk, maar daarna is het onvolledig, waarbij China wordt beschreven als de grote inlandse stad Thina.
In de Periplus worden voor een aantal handelsgoederen termen gebruikt die nergens anders in teksten uit de Oudheid worden gebruikt, zodat slechts geraden kan worden naar de betekenis. De Periplus beschrijft ook hoe Hippalus de directe route van de Rode Zee naar zuidelijk India vond.